# Џипсум (Колорадо)
Џипсум (енгл. Gypsum) град је у америчкој савезној држави Колорадо.

## Демографија
По попису из 2010. године број становника је 6.477, што је 2.823 (77,3%) становника више него 2000. године.
| Група             | 2000.         | 2010.         |
| Белци             | 2.434 (66,6%) | 3.440 (53,1%) |
| Афроамериканци    | 6 (0,2%)      | 18 (0,3%)     |
| Азијати           | 8 (0,2%)      | 31 (0,5%)     |
| Хиспаноамериканци | 1.144 (31,3%) | 2.907 (44,9%) |
| Укупно            | 3.654         | 6.477         |